# Trois vallées varésines féminines 2022
La 2e édition des  Trois vallées varésines féminines a eu lieu le 4 octobre 2022. Elle fait partie du calendrier UCI en catégorie 1.1. Elle est remportée par l'Italienne Elisa Longo Borghini.

## Équipes
| UCI Women's WorldTeams (7)- Team BikeExchange-Jayco - EF Education-TIBCO-SVB - FDJ-Suez - Movistar Team - Roland Cogeas-Edelweiss Squad - Trek-Segafredo - UAE Team ADQ Équipes féminines continentales (11)- Aromitalia-Basso Bikes-Vaiano - Bepink - Born to Win-G20-Ambedo - BTC City Ljubljana-Scott - Ceratizit-WNT Pro Cycling - Isolmant-Premac-Vittoria - Team Mendelspeck - Parkhotel Valkenburg - Servetto-Makhymo-Beltrami TSA - Top Girls Fassa Bortolo - Valcar-Travel & Service Équipes nationales (2)- France - Ukraine Équipe amateur- Centre mondial du cyclisme |
| |

En sus, les équipes de Vénétie et le club GB Team - Pool Cantu' participent.

## Récit de la course
Alice Gasparini et Sophie Wright forment la première échappée. Le peloton est groupé à vingt kilomètres de l'arrivée. Une sélection se produit et le peloton n'a plus qu'une vingtaine d'unités. À une dizaine de kilomètres du but, Elisa Longo Borghini attaque dans le Montello. Elle s'impose seule. Veronica Ewers est deuxième légèrement détachée.

## Classements

### Classement final
| \| Classement général \| Classement général \| Classement général \| Classement général \| Classement général \| \| Coureuse \| Coureuse \| Pays \| Équipe \| Temps \| \| ------------------ \| -------------------- \| ------------------ \| ----------------------- \| ------------------ \| \| 1re \| Elisa Longo Borghini \| Italie \| Trek-Segafredo \| 2 h 18 min 04 s \| \| 2e \| Veronica Ewers \| États-Unis \| EF Education-TIBCO-SVB \| + 26 s \| \| 3e \| Ane Santesteban \| Espagne \| Team BikeExchange-Jayco \| + 34 s \| \| 4e \| Elisa Balsamo \| Italie \| Trek-Segafredo \| + 34 s \| \| 5e \| Arlenis Sierra \| Cuba \| Movistar Team \| + 34 s \| \| 6e \| Amanda Spratt \| Australie \| Team BikeExchange-Jayco \| + 34 s \| \| 7e \| Elena Pirrone \| Italie \| Valcar-Travel & Service \| + 34 s \| \| 8e \| Évita Muzic \| France \| FDJ-Suez-Futuroscope \| + 34 s \| \| 9e \| Quinty Schoens \| Pays-Bas \| Parkhotel Valkenburg \| + 34 s \| \| 10e \| Urša Pintar \| Slovénie \| UAE Team ADQ \| + 34 s \| |                      |            |                         |                 |
| |                      |            |                         |                 |
| Source : Cycling Quotient |                      |            |                         |                 |
| Classement général |                      |            |                         |                 |
| Coureuse | Coureuse             | Pays       | Équipe                  | Temps           |
| 1re | Elisa Longo Borghini | Italie     | Trek-Segafredo          | 2 h 18 min 04 s |
| 2e | Veronica Ewers       | États-Unis | EF Education-TIBCO-SVB  | + 26 s          |
| 3e | Ane Santesteban      | Espagne    | Team BikeExchange-Jayco | + 34 s          |
| 4e | Elisa Balsamo        | Italie     | Trek-Segafredo          | + 34 s          |
| 5e | Arlenis Sierra       | Cuba       | Movistar Team           | + 34 s          |
| 6e | Amanda Spratt        | Australie  | Team BikeExchange-Jayco | + 34 s          |
| 7e | Elena Pirrone        | Italie     | Valcar-Travel & Service | + 34 s          |
| 8e | Évita Muzic          | France     | FDJ-Suez-Futuroscope    | + 34 s          |
| 9e | Quinty Schoens       | Pays-Bas   | Parkhotel Valkenburg    | + 34 s          |
| 10e | Urša Pintar          | Slovénie   | UAE Team ADQ            | + 34 s          |

### Points UCI
| Position           | 1er | 2e | 3e | 4e | 5e | 6e | 7e | 8e | 9e | 10e | 11e | 12e | 13e à 15e | 16e à 25e |
| Classement général | 125 | 85 | 70 | 60 | 50 | 40 | 35 | 30 | 25 | 20  | 15  | 10  | 5         | 3         |